# Altbachisches Archiv
Het Altbachisches Archiv is een verzameling muzikale composities uit het bezit van de componistenfamilie Bach, hoofdzakelijk motetten, cantates en kerkliederen uit de periode 1650-1700 die in Berlijn wordt bewaard.
Johann Ambrosius Bach zou met het aanleggen van deze verzameling begonnen en zijn zoon Johann Sebastian Bach heeft deze verzameling voortgezet. Tegenwoordig veronderstelt men dat de verzameling is begonnen in Arnstadt en pas na de dood van J.S. Bach in 1750 naar Leipzig is gekomen. Carl Philipp Emanuel Bach nam toen het beheer ervan over. Hij bedacht de naam Altbachisches Archiv. In een inventaris uit 1790 worden onder andere werken van Johann Michael Bach en Johann Christoph Bach genoemd. Er blijken echter ook werken van Carl Heinrich Graun, Johann Joachim Quantz, Georg Philipp Telemann, en anoniem overgeleverde werken te zijn bewaard. In 1935 verscheen er een eerste editie van werken uit deze verzameling.
Na de dood van Carl Philipp Emanuel Bach kwam de verzameling eerst in handen van een verzamelaar en uiteindelijk terecht bij de dirigent en componist Carl Friedrich Zelter, de toenmalige leider van de Sing-Akademie te Berlijn. Tijdens de Tweede Wereldoorlog werd het Altbachisches Archiv in 1943 uit Berlijn weggehaald en ondergebracht op Schloss Ullersdorf - nu Ołdrzychowice Kłodzkie - in Nedersilezië. Het gebouw van de Singakademie werd door een bombardement geheel verwoest. Na de oorlog was het Altbachisches Archiv spoorloos verdwenen totdat het in 1999 door de musicoloog en Bachkenner Christoph Wolff werd teruggevonden in het staatsarchief van Kiev in Oekraïne. De verzameling wordt na de terugkeer naar Berlijn bewaard in de Staatsbibliothek zu Berlin. Sindsdien zijn er vele werken uit deze verzameling in moderne edities toegankelijk gemaakt.